# Malacanthidae
Malacanthidae é uma família de peixes da subordem Percoidei, superfamília Percoidea.

## Géneros
- Branchiostegus
- Caulolatilus
- Hoplolatilus
- Lopholatilus (Lopholatilus chamaeleonticeps)
- Malacanthus (pirá)